# Driftwood River (Lesser Slave River)
Der Driftwood River (englisch für „Treibholz-Fluss“)  ist ein etwa 96 km langer linker Nebenfluss des Lesser Slave River in der kanadischen Provinz Alberta.

## Flusslauf
Der Driftwood River entspringt 45 km nordnordöstlich von Slave Lake auf einer Höhe von etwa 890 m. Er fließt in überwiegend südlicher Richtung durch die boreale Waldlandschaft von Zentral-Alberta. Dabei bildet er ein stark mäandrierendes Verhalten mit zahlreichen Flussschlingen und Altarmen aus. Etwa 2,5 km oberhalb der Mündung trifft der Fawcett River von links auf den Driftwood River. Die Township Road 724A, die entlang dem nördlichen Flussufer des Lesser Slave River verläuft, überquert den Driftwood River 900 m oberhalb dessen Mündung. Die Mündung des Driftwood River liegt 34 km östlich von Slave Lake. 2,2 km oberhalb der Flussmündung des Driftwood River trifft der Fawcett River von Osten kommend auf den Fluss.

## Hydrologie
Der Driftwood River entwässert ein Areal von 2100 km². Der mittlere Abfluss am Pegel 900 m oberhalb der Mündung beträgt 6,64 m³/s. Der Fluss führt während der Schneeschmelze in den Monaten Mai bis Juli die größten Wassermengen.